# Nazim Bakirci
Nazim Bakirci (Konya, 29 de mayo de 1986) es un ciclista profesional turco.

## Palmarés
2008
- 2º en el Campeonato de Turquía en Ruta

2011
- 1 etapa del Tour de Isparta
- 2º en el Campeonato de Turquía en Ruta

2013
- Campeonato de Turquía en Ruta

2015
- Tour de Ankara, más 1 etapa

2016
- Tour de Mersin

2018
- Tour de Mesopotamia, más 1 etapa